# Svínavatn (Austur-Húnavatnssýsla)
Pour les articles homonymes, voir Svínavatn.
Svínavatn est un lac islandais situé au sud de Blönduós, près du Húnafjörður. Il mesure 12 km2 de superficie.